# Hvozdnica
Hvozdnica je malá obec na Slovensku v okrese Bytča.

## Historie
První písemná zmínka o obci pochází z roku 1250. V obci je moderní římskokatolický Kostel sv. Andreja Svorada a Benedikta.

## Geografie
Obec se nachází v nadmořské výšce 327 metrů a rozkládá se na ploše 8,734 km2. K 31. prosinci roku 2015 žilo v obci 1 175 obyvatel.